# Кавачі (вулкан)
Кавачі — один із найактивніших підводних вулканів південного заходу Тихого океану. Розташований в акваторії Соломонових Островів південніше острова Вангуну. Названий на честь морського бога аборигенів архіпелагу Нью-Джорджія. Місцеві жителі називають його також «Rejo te Kavachi» («Піч Кавачі»). Вперше його виверження було зафіксоване 1939 року. Відтоді вулкан піднімався і опускався над рівнем моря 8 разів.
У травні 2000 року жерло вулкану перебувало нижче поверхні моря, проте часті виверження піднімали розжарену лаву вище 70 м над її рівнем. Над вулканом постійно височіла хмара пари заввишки понад 500 м.
Під час виверження в 2003 році сформувався острів у 15 м2, але він швидко зник. Додаткові виверження відбувалися у березні 2004 року і квітні 2007 року.
У кратері вулкану, незважаючи на високу температуру та кислотність, виявлено акул Sphyrna lewini та Carcharhinus falciformis, скатів Hexatrygon bickelli, інших риб та медуз.